# Louis Wolheim
Louis Wolheim (ur. 28 marca 1880, zm. 18 lutego 1931) – amerykański aktor filmowy.

## Filmografia
- 1914: Ostrzeżenie jako Policjant
- 1916: Rozwód Dorlana jako Kapitan Ross
- 1920: Doktor Jekyll i pan Hyde jako Music Hall Owner
- 1922: Sherlock Holmes
- 1927: Awantura arabska jako Sierżant Peter McGaffney
- 1929: Skazaniec jako Jacques
- 1930: Na Zachodzie bez zmian jako Katczinsky
- 1931: Los dżentelmena jako Frank